# Chiesa di San Giovanni in Guggirolo
La chiesa di San Giovanni in Guggirolo, anticamente indicata come chiesa di San Giacomo in Narciso, era una chiesa di Milano. Situata nell'area dell'attuale piazza Velasca, fu demolita nel 1799.

## Storia e descrizione
La chiesa era situata all'angolo tra la contrada di Poslaghetto, oggi scomparsa, e la contrada di San Giovanni in Guggirolo, oggi inglobata nella piazza Velasca. La chiesa ha origini antiche, secondo le fonti più antiche risalirebbe all'XI secolo. Vi sarebbero due possibili origini circa il nome: una prima ipotesi è che vicino alla chiesa sorgesse una fabbrica di "agucce", ovvero di aghi, mentre una seconda contempla le prime forme della chiesa che doveva possedere un'alta guglia.
Dell'aspetto della chiesa, oltre alla primitiva guglia evidentemente scomparsa nel XVIII secolo, sappiamo che fu in parte demolita per l'apertura della contrada Velasca e che era di piccole dimensioni. La chiesa ospitava una confraternita di Scolari Ambrosiani (fondata da Albertino da Busto) e conteneva numerose reliquie. La chiesa fu sconsacrata e demolita nel 1799.